# Decker (Indiana)
Pour les articles homonymes, voir Decker.
Decker est une municipalité américaine située dans le comté de Knox en Indiana.
Lors du recensement de 2010, sa population est de 249 habitants. Située sur la White River, la municipalité s'étend sur 0,18 mille carré (0,47 km2).
Isaac Decker ouvre le bureau de poste de Deckers Station en 1858. Une décennie plus tard, en 1869, il fonde la ville de Decker ou Deckertown.